# Daedalus: The Awakening of Golden Jazz
Daedalus: The Awakening of Golden Jazz (ダイダロス：ジ・アウェイクニング・オブ・ゴールデンジャズ?) è una visual novel giapponese del 2018 prodotta e distribuita da Arc System Works per PlayStation 4, Nintendo Switch e PC.